# Хартхаузен
Хартхаузен (нем. Harthausen) — община в Германии, в земле Рейнланд-Пфальц. 
Входит в состав района Рейн-Пфальц. Подчиняется управлению Дуденхофен.  Население составляет 3062 человека (на 31 декабря 2010 года). Занимает площадь 8,36 км².